# Lacs Aumond
 (septembre 2010).
Si vous disposez d'ouvrages ou d'articles de référence ou si vous connaissez des sites web de qualité traitant du thème abordé ici, merci de compléter l'article en donnant les références utiles à sa vérifiabilité et en les liant à la section « Notes et références ».
Les lacs Aumond sont des plans d'eau étroitement reliés situés dans le territoire non-organisé de Lac-Nilgaut, Pontiac, Québec, Canada.